# Giải bóng đá U-19 Quốc gia 2011
Giải bóng đá U19 quốc gia Việt Nam 2011 có tên gọi chính thức: Giải bóng đá U19 Quốc gia - Cúp Sơn Kova 2011, là mùa giải thứ 6 do VFF tổ chức và lần thứ năm liên tiếp Sơn Kova tiếp tục trở thành nhà tài trợ cho giải đấu này. Giải đấu này diễn ra theo hai giai đoạn, vòng loại sẽ khởi tranh từ ngày 5/1/2011 và kết thúc vào ngày 3/3/2011 theo hai lượt đi và về. Vòng chung kết sẽ diễn ra từ ngày 14/3 đến ngày 22/3/2011.
Năm 2011, giải bước sang tuổi thứ sáu và sẽ tiếp tục trở thành cơ hội rất tốt cho các cầu thủ trẻ thi đấu cọ sát, rèn luyện tài năng, đồng thời góp phần giáo dục phong cách, phẩm chất đạo đức cầu thủ, nhằm tạo nên một nền tảng vững mạnh về mọi mặt cho các câu lạc bộ. Bên cạnh đó, từ sân chơi này, những nhân tố xuất sắc sẽ được tuyển lựa để tăng cường cho các đội tuyển quốc gia, thúc đẩy sự phát triển cả về lượng lẫn chất của thế hệ cầu thủ trẻ - tương lai của bóng đá nước nhà.

## Điều lệ
20 đội bóng được chia đều vào 3 bảng theo khu vực địa lý để thi đấu như sau:
- Bảng A (6 đội): Hà Nội ACB, Hà Nội T&T, Hòa Phát Hà Nội, Nam Định, Than Quảng Ninh, V&V United.
- Bảng B (6 đội): Khatoco Khánh Hòa, Lam Sơn Thanh Hóa, SHB Đà Nẵng, Sông Lam Nghệ An, SQC Bình Định, Vicem Hải Phòng.
- Bảng C (8 đội): An Giang, Đồng Nai Berjaya, Đồng Tâm Long An, Navibank Sài Gòn, TDC Bình Dương, TĐCS Đồng Tháp, XSKT Cần Thơ, Scavi Rocheateau.

Các đội thi đấu vòng tròn hai lượt tính điểm, xếp hạng ở mỗi bảng để chọn tám đội vào thi đấu ở Vòng chung kết:
+ Sáu đội xếp thứ nhất và thứ nhì của cả ba bảng.
+ Đội xếp thứ ba bảng C.
+ Chọn một đội trong số hai đội xếp thứ ba của hai bảng A & B có điểm và các chỉ số cao hơn; đội xếp thứ ba tại hai bảng A & B không tính kết quả hai trận đấu lượt đi và lượt về với đội xếp thứ sáu ở cùng bảng.
8 đội lọt vào vòng chung kết nói trên sẽ được bắt cặp thi đấu theo thể thức loại trực tiếp 2 trận lượt đi và lượt về trên một sân. Sau hai lượt trận đội nào ghi nhiều bàn thắng hơn sẽ là đội thắng. Nếu sau 90 phút thi đấu chính thức của trận lượt về tổng số bàn thắng của hai đội bằng nhau, hai đội sẽ thi đá luân lưu 11m để xác định đội thắng. Đội thắng ở Tứ kết được quyền thi đấu trận bán kết.

## Vòng loại

### Bảng A

#### Kết quả bảng A
| Lượt đi   | Lượt đi      | Lượt đi | Trận                | Trận | Trận                | Lượt về | Lượt về          | Lượt về   |
| --------- | ------------ | ------- | ------------------- | ---- | ------------------- | ------- | ---------------- | --------- |
| Ngày      | Sân          | Tỷ số   | Đội 1               | -    | Đội 2               | Tỷ số   | Sân              | Ngày      |
| 5/1/2011  | Sân Cửa Ông  | 0-0     | U19 Hà Nội ACB      | -    | U19 Nam Định        | 1-2     | Sân Hòa Phát     | 15/2/2011 |
| 5/1/2011  | Sân Cửa Ông  | 1-1     | U19 Hà Nội T&T      | -    | U19 Hòa Phát Hà Nội | 0-0     | Sân Hòa Phát     | 15/2/2011 |
| 6/1/2011  | Sân Cửa Ông  | 1-1     | U19 Than Quảng Ninh | -    | U19 V&V United      | 0-1     | Sân Hòa Phát     | 16/2/2011 |
| 9/1/2011  | Sân Cửa Ông  | 3-0     | U19 Hòa Phát Hà Nội | -    | U19 Nam Định        | 4-1     | Sân Thiên Trường | 19/2/2011 |
| 9/1/2011  | Sân Cửa Ông  | 0-3     | U19 V&V United      | -    | U19 Hà Nội T&T      | 0-2     | Sân Thiên Trường | 19/2/2011 |
| 10/1/2011 | Sân Cửa Ông  | 4-3     | U19 Than Quảng Ninh | -    | U19 Hà Nội ACB      | 2-1     | Sân Thiên Trường | 20/2/2011 |
| 13/1/2011 | Sân Việt Trì | 0-2     | U19 Hà Nội ACB      | -    | U19 Hòa Phát Hà Nội | 0-1     | Sân Thiên Trường | 22/2/2011 |
| 13/1/2011 | Sân Việt Trì | 2-1     | U19 Hà Nội T&T      | -    | U19 Than Quảng Ninh | 3-0     | Sân Thiên Trường | 22/2/2011 |
| 14/1/2011 | Sân Việt Trì | 1-1     | U19 V&V United      | -    | U19 Nam Định        | 2-1     | Sân Thiên Trường | 23/2/2011 |
| 17/1/2011 | Sân Việt Trì | 1-4     | U19 Nam Định        | -    | U19 Hà Nội T&T      | 0-2     | Sân Hà Nội T&T   | 26/2/2011 |
| 17/1/2011 | Sân Việt Trì | 0-2     | U19 Than Quảng Ninh | -    | U19 Hòa Phát Hà Nội | 0-3     | Sân Hà Nội T&T   | 26/2/2011 |
| 18/1/2011 | Sân Việt Trì | 1-3     | U19 V&V United      | -    | U19 Hà Nội ACB      | 1-0     | Sân Hà Nội T&T   | 27/2/2011 |
| 11/2/2011 | Sân Hòa Phát | 2-2     | U19 Nam Định        | -    | U19 Than Quảng Ninh | 5-7     | Sân Hà Nội T&T   | 2/3/2011  |
| 11/2/2011 | Sân Hòa Phát | 0-2     | U19 Hà Nội ACB      | -    | U19 Hà Nội T&T      | 0-2     | Sân Hà Nội T&T   | 2/3/2011  |
| 12/2/2011 | Sân Hòa Phát | 2-0     | U19 Hòa Phát Hà Nội | -    | U19 V&V United      | 3-1     | Sân Hà Nội T&T   | 3/3/2011  |

#### Bảng xếp hạng bảng A
| Thư tự | Đội                 | Trận | Thắng | Hòa | Thua | Bàn thắng | Bàn bại | Hiệu số | Điểm | Kết quả                  |
| 1      | U19 Hòa Phát Hà Nội | 10   | 8     | 2   | 0    | 21        | 3       | +18     | 26   | Tham dự vòng chung kết   |
| 2      | U19 Hà Nội T&T      | 10   | 8     | 2   | 0    | 21        | 3       | +18     | 26   | Tham dự vòng chung kết   |
| 3      | U19 V&V United      | 10   | 3     | 2   | 5    | 8         | 16      | -8      | 11   | Xét tuyển vòng chung kết |
| 4      | U19 Than Quảng Ninh | 10   | 3     | 2   | 5    | 17        | 23      | -6      | 11   |                          |
| 5      | U19 Nam Định        | 10   | 1     | 3   | 6    | 13        | 26      | -13     | 6    |                          |
| 6      | U19 Hà Nội ACB      | 10   | 1     | 1   | 8    | 8         | 17      | -9      | 4    |                          |

### Bảng B

#### Kết quả bảng B
| Lượt đi   | Lượt đi       | Lượt đi | Trận                  | Trận | Trận                  | Lượt về | Lượt về         | Lượt về   |
| --------- | ------------- | ------- | --------------------- | ---- | --------------------- | ------- | --------------- | --------- |
| Ngày      | Sân           | Tỷ số   | Đội 1                 | -    | Đội 2                 | Tỷ số   | Sân             | Ngày      |
| 12/1/2011 | Sân Nha Trang | 1-1     | U19 Sông Lam Nghệ An  | -    | U19 SHB Đà Nẵng       | 2-5     | Sân Đà Nẵng     | 15/2/2011 |
| 12/1/2011 | Sân Nha Trang | 2-3     | U19 Thanh Hóa         | -    | U19 Vicem Hải Phòng   | 1-0     | Sân Đà Nẵng     | 15/2/2011 |
| 13/1/2011 | Sân Nha Trang | 0-0     | U19 Khatoco Khánh Hòa | -    | U19 SQC Bình Định     | 1-0     | Sân Đà Nẵng     | 16/2/2011 |
| 16/1/2011 | Sân Nha Trang | 2-2     | U19 Thanh Hóa         | -    | U19 SHB Đà Nẵng       | 1-3     | Sân Vinh        | 20/2/2011 |
| 16/1/2011 | Sân Nha Trang | 3-2     | U19 SQC Bình Định     | -    | U19 Vicem Hải Phòng   | 1-2     | Sân Vinh        | 20/2/2011 |
| 17/1/2011 | Sân Nha Trang | 1-2     | U19 Khatoco Khánh Hòa | -    | U19 Sông Lam Nghệ An  | 0-0     | Sân Vinh        | 21/2/2011 |
| 22/1/2011 | Sân Quy Nhơn  | 1-4     | U19 Thanh Hóa         | -    | U19 Sông Lam Nghệ An  | 1-5     | Sân Vinh        | 23/2/2011 |
| 22/1/2011 | Sân Quy Nhơn  | 2-1     | U19 Vicem Hải Phòng   | -    | U19 Khatoco Khánh Hòa | 3-0     | Sân Vinh        | 23/2/2011 |
| 23/1/2011 | Sân Quy Nhơn  | 2-1     | U19 SQC Bình Định     | -    | U19 SHB Đà Nẵng       | 1-1     | Sân Vinh        | 24/2/2011 |
| 25/1/2011 | Sân Quy Nhơn  | 0-1     | U19 Vicem Hải Phòng   | -    | U19 SHB Đà Nẵng       | 1-1     | Sân Thủy Nguyên | 27/2/2011 |
| 25/1/2011 | Sân Quy Nhơn  | 3-0     | U19 Khatoco Khánh Hòa | -    | U19 Thanh Hóa         | 1-0     | Sân Thủy Nguyên | 27/2/2011 |
| 26/1/2011 | Sân Quy Nhơn  | 1-1     | U19 SQC Bình Định     | -    | U19 Sông Lam Nghệ An  | 0-1     | Sân Thủy Nguyên | 28/2/2011 |
| 11/2/2011 | Sân Đà Nẵng   | 4-1     | U19 Sông Lam Nghệ An  | -    | U19 Vicem Hải Phòng   | 0-2     | Sân Thủy Nguyên | 2/3/2011  |
| 11/2/2011 | Sân Đà Nẵng   | 2-0     | U19 SQC Bình Định     | -    | U19 Thanh Hóa         | 0-0     | Sân Thủy Nguyên | 2/3/2011  |
| 12/2/2011 | Sân Đà Nẵng   | 1-2     | U19 SHB Đà Nẵng       | -    | U19 Khatoco Khánh Hòa | 0-0     | Sân Thủy Nguyên | 3/3/2011  |

#### Bảng xếp hạng bảng B
| Thư tự | Đội                   | Trận | Thắng | Hòa | Thua | Bàn thắng | Bàn bại | Hiệu số | Điểm | Kết quả                  |
| 1      | U19 Sông Lam Nghệ An  | 10   | 5     | 3   | 2    | 20        | 13      | +7      | 18   | Tham dự vòng chung kết   |
| 2      | U19 Vicem Hải Phòng   | 10   | 5     | 1   | 4    | 16        | 14      | +2      | 16   | Tham dự vòng chung kết   |
| 3      | U19 Khatoco Khánh Hòa | 10   | 6     | 6   | 2    | 9         | 8       | +1      | 15   | Xét tuyển vòng chung kết |
| 4      | U19 SQC Bình Định     | 10   | 7     | 3   | 4    | 11        | 9       | +2      | 15   |                          |
| 5      | U19 SHB Đà Nẵng       | 10   | 4     | 5   | 5    | 15        | 12      | +3      | 14   |                          |
| 6      | U19 Thanh Hóa         | 10   | 5     | 0   | 9    | 8         | 24      | -16     | 4    |                          |

### Bảng C

#### Kết quả bảng C
| Lượt đi   | Lượt đi        | Lượt đi | Trận                  | Trận | Trận                  | Lượt về | Lượt về      | Lượt về   |
| --------- | -------------- | ------- | --------------------- | ---- | --------------------- | ------- | ------------ | --------- |
| Ngày      | Sân            | Tỷ số   | Đội 1                 | -    | Đội 2                 | Tỷ số   | Sân          | Ngày      |
| 5/1/2011  | Sân Đồng Tháp  | 2-1     | U19 Đồng Tân Đồng Nai | -    | U19 An Giang          | 1-0     | Sân An Giang | 14/1/2011 |
| 5/1/2011  | Sân Đồng Tháp  | 1-0     | U19 Đồng Tháp         | -    | U19 Đồng Tâm Long An  | 1-1     | Sân An Giang | 14/1/2011 |
| 5/1/2011  | Sân Cần Thơ    | 2-1     | U19 Navibank Sài Gòn  | -    | U19 Scavi Rocheteau   | 2-1     | TTTT CA      | 14/1/2011 |
| 5/1/2011  | Sân Cần Thơ    | 0-0     | U19 XSKT Cần Thơ      | -    | U19 TDC Bình Dương    | 3-5     | TTTT CA      | 14/1/2011 |
| 8/1/2011  | Sân Đồng Tháp  | 1-1     | U19 Đồng Tân Đồng Nai | -    | U19 Đồng Tâm Long An  | 0-1     | Sân An Giang | 17/1/2011 |
| 8/1/2011  | Sân Đồng Tháp  | 1-1     | U19 Đồng Tháp         | -    | U19 An Giang          | 4-0     | Sân An Giang | 17/1/2011 |
| 8/1/2011  | Sân Cần Thơ    | 1-1     | U19 TDC Bình Dương    | -    | U19 Navibank Sài Gòn  | 2-2     | TTTT CA      | 17/1/2011 |
| 8/1/2011  | Sân Cần Thơ    | 1-1     | U19 XSKT Cần Thơ      | -    | U19 Scavi Rocheteau   | 0-0     | TTTT CA      | 17/1/2011 |
| 11/1/2011 | Sân Đồng Tháp  | 2-1     | U19 Đồng Tâm Long An  | -    | U19 An Giang          | 2-0     | Sân An Giang | 20/1/2011 |
| 11/1/2011 | Sân Đồng Tháp  | 2-0     | U19 Đồng Tháp         | -    | U19 Đồng Tân Đồng Nai | 0-0     | Sân An Giang | 20/1/2011 |
| 11/1/2011 | Sân Cần Thơ    | 2-1     | U19 TDC Bình Dương    | -    | U19 Scavi Rocheteau   | 3-0     | TTTT CA      | 20/1/2011 |
| 11/1/2011 | Sân Cần Thơ    | 0-0     | U19 XSKT Cần Thơ      | -    | U19 Navibank Sài Gòn  | 1-3     | TTTT CA      | 20/1/2011 |
| 11/2/2011 | Sân Bình Dương | 0-0     | U19 An Giang          | -    | U19 XSKT Cần Thơ      | 3-0     | Sân Đồng Nai | 23/2/2011 |
| 11/2/2011 | Sân Bình Dương | 3-6     | U19 TDC Bình Dương    | -    | U19 Đồng Tân Đồng Nai | 2-3     | Sân Đồng Nai | 23/2/2011 |
| 11/2/2011 | Sân Thống Nhất | 4-0     | U19 Đồng Tháp         | -    | U19 Scavi Rocheteau   | 3-0     | Sân Long An  | 23/2/2011 |
| 11/2/2011 | Sân Thống Nhất | 3-3     | U19 Navibank Sài Gòn  | -    | U19 Đồng Tâm Long An  | 1-1     | Sân Long An  | 23/2/2011 |
| 14/2/2011 | Sân Bình Dương | 0-4     | U19 XSKT Cần Thơ      | -    | U19 Đồng Tân Đồng Nai | 1-3     | Sân Đồng Nai | 25/2/2011 |
| 14/2/2011 | Sân Bình Dương | 2-0     | U19 TDC Bình Dương    | -    | U19 An Giang          | 5-1     | Sân Đồng Nai | 25/2/2011 |
| 14/2/2011 | Sân Thống Nhất | 1-0     | U19 Đồng Tâm Long An  | -    | U19 Scavi Rocheteau   | 2-0     | Sân Long An  | 25/2/2011 |
| 14/2/2011 | Sân Thống Nhất | 1-0     | U19 Navibank Sài Gòn  | -    | U19 Đồng Tháp         | 1-1     | Sân Long An  | 25/2/2011 |
| 17/2/2011 | Sân Thống Nhất | 0-2     | U19 Đồng Tân Đồng Nai | -    | U19 Scavi Rocheteau   | 2-1     | Sân Đồng Nai | 28/2/2011 |
| 17/2/2011 | Sân Thống Nhất | 2-0     | U19 Navibank Sài Gòn  | -    | U19 An Giang          | 2-0     | Sân Đồng Nai | 28/2/2011 |
| 17/2/2011 | Sân Bình Dương | 1-3     | U19 XSKT Cần Thơ      | -    | U19 Đồng Tâm Long An  | 1-2     | Sân Long An  | 28/2/2011 |
| 17/2/2011 | Sân Bình Dương | 2-2     | U19 TDC Bình Dương    | -    | U19 Đồng Tháp         | 1-2     | Sân Long An  | 28/2/2011 |
| 19/2/2011 | Sân Thống Nhất | 2-0     | U19 An Giang          | -    | U19 Scavi Rocheteau   | 1-3     | Sân Đồng Nai | 3/3/2011  |
| 19/2/2011 | Sân Thống Nhất | 1-0     | U19 Navibank Sài Gòn  | -    | U19 Đồng Tân Đồng Nai | 1-2     | Sân Đồng Nai | 3/3/2011  |
| 19/2/2011 | Sân Bình Dương | 1-0     | U19 XSKT Cần Thơ      | -    | U19 Đồng Tháp         | 1-0     | Sân Long An  | 3/3/2011  |
| 19/2/2011 | Sân Bình Dương | 2-2     | U19 TDC Bình Dương    | -    | U19 Đồng Tâm Long An  | 3-5     | Sân Long An  | 3/3/2011  |

#### Bảng xếp hạng bảng C
| Thư tự | Đội                   | Trận | Thắng | Hòa | Thua | Bàn thắng | Bàn bại | Hiệu số | Điểm | Kết quả                |
| 1      | U19 Đồng Tâm Long An  | 14   | 8     | 5   | 1    | 26        | 13      | +13     | 29   | Tham dự vòng chung kết |
| 2      | U19 Navibank Sài Gòn  | 14   | 7     | 6   | 1    | 22        | 13      | +9      | 27   | Tham dự vòng chung kết |
| 3      | U19 TĐCS Đồng Tháp    | 14   | 7     | 5   | 2    | 26        | 7       | +19     | 26   | Tham dự vòng chung kết |
| 4      | U19 Đồng Tân Đồng Nai | 14   | 8     | 2   | 4    | 24        | 15      | +9      | 26   |                        |
| 5      | U19 TDC Bình Dương    | 14   | 5     | 5   | 4    | 32        | 30      | +2      | 20   |                        |
| 6      | U19 An Giang          | 14   | 2     | 2   | 10   | 10        | 26      | -16     | 8    |                        |
| 7      | U19 SXKT Cần Thơ      | 14   | 1     | 5   | 8    | 9         | 25      | -16     | 8    |                        |
| 8      | U19 Scavi Rocheteau   | 14   | 2     | 2   | 10   | 10        | 27      | -17     | 8    |                        |

### Xét tuyển vào vòng chung kết
| Thư tự | Đội                   | Trận | Thắng | Hòa | Thua | Bàn thắng | Bàn bại | Hiệu số | Điểm | Kết quả                     |
| 1      | U19 Khatoco Khánh Hòa | 10   | 6     | 6   | 2    | 9         | 8       | +1      | 15   | Vị trí vào vòng chung kết   |
| 2      | U19 V&V United        | 10   | 3     | 2   | 5    | 8         | 16      | -8      | 11   | Bị loại khỏi vòng chung kết |

Kết thúc vòng loại 8 đội sau đây được tham dự vòng chung kết.
| Thư tự | Đội                   | Kết quả                                         |
| 1      | U19 Sông Lam Nghệ An  | Nhất bảng A                                     |
| 2      | U19 Hà Nội T&T        | Nhì bảng A                                      |
| 3      | U19 Hòa Phát Hà Nội   | Nhất bảng B                                     |
| 4      | U19 Hà Nội T&T        | Nhì bảng B                                      |
| 5      | U19 Đồng Tâm Long An  | Nhất bảng C                                     |
| 6      | U19 Navibank Sài Gòn  | Nhì Bảng C                                      |
| 7      | U19 TĐCS Đồng Tháp    | Thứ ba bảng C                                   |
| 8      | U19 Khatoco Khánh Hòa | Thứ ba có thành tích tốt nhất của 2 bảng A và B |

## Vòng chung kết
Tất cả các trận đấu đều diễn ra trên Sân vận động Việt Trì ở Việt Trì tỉnh Phú Thọ. Đội in đậm giành quyền vào vòng bán kết.
| Ngày      | Giờ   | Sân          | Mã trận | Trận đấu                                    | Tỷ số | Lượt đấu |
| --------- | ----- | ------------ | ------- | ------------------------------------------- | ----- | -------- |
| 14/3/2011 | 15h30 | Sân Việt Trì | IV      | U19 Hòa Phát Hà Nội - U19 Nivibank Sài Gòn  | 4-0   | Lượt đi  |
| 14/3/2011 | 19h30 | Sân Việt Trì | III     | U19 Sông Lam Nghệ An - U19 TĐCS Đồng Tháp   | 1-1   | Lượt đi  |
| 15/3/2011 | 14h00 | Sân Việt Trì | II      | U19 Đồng Tâm Long An - U19Khatoco Khánh Hòa | 1-0   | Lượt đi  |
| 15/3/2011 | 16h00 | Sân Việt Trì | I       | U19 Hà Nội T&T - U19 Vicem Hải Phòng        | 0-0   | Lượt đi  |
| 17/3/2011 | 15h30 | Sân Việt Trì | III     | U19 Sông Lam Nghệ An - U19 TĐCS Đồng Tháp   | 3-1   | Lượt về  |
| 17/3/2011 | 18h00 | Sân Việt Trì | IV      | U19 Hòa Phát Hà Nội - U19 Nivibank Sài Gòn  | 2-1   | Lượt về  |
| 18/3/2011 | 14h00 | Sân Việt Trì | I       | U19 Hà Nội T&T - U19 Vicem Hải Phòng        | 1-0   | Lượt về  |
| 18/3/2011 | 16h00 | Sân Việt Trì | II      | U19 Đồng Tâm Long An - U19Khatoco Khánh Hòa | 1-2   | Lượt về  |

## Vòng bán kết
| 20 tháng 3 năm 2011 Bán kết 1 | U-19 Hòa Phát Hà Nội                                                       | 1–1 (8–9 p) | U-19 Sông Lam Nghệ An                    | Việt Trì, Phú Thọ                                                                                           |  |
| 15:30 UTC+7                   | Đình Minh (13) 48' · Việt Phong 3' · Quang Huy (23) 22' · Huy Đức (22) 51' | Chi tiết    | Phùng Quế (20) 52' · Xuân Thắng (17) 83' | Sân vận động: Việt Trì Trọng tài: Ngô Đức Việt Trợ lý trọng tài: Trần Văn Hải Trọng tài bàn: Ngô Mạnh Cường |  |

| 20 tháng 3 năm 2011 Bán kết 2 | U-19 Hà Nội T&T                                                                      | 4–1      | U-19 Đồng Tâm Long An                                                                                | Việt Trì, Phú Thọ |  |
| 19:30 UTC+7                   | Văn Thuần (16) 42', 58' · Văn Thuận (24) 54' · Duy Long (10) 87' · Minh Hải (15) 78' | Chi tiết | Ngọc Long (9) 66' · Phước Thọ (8) 12' · Văn Khải (17) 45' · Minh Chuyên (22) 74' · Hoàng Lâm (5) 86' | Sân vận động: Việt Trì Trọng tài: Nguyễn Ngọc Khánh Trợ lý trọng tài: Nguyễn Đông Phương Trọng tài bàn: Nguyễn Hữu Tuấn |  |

## Trận chung kết
| 22 tháng 3 năm 2011 Chung kết | U-19 Hà Nội T&T                                                                                | 1–1 (7–6 p) | U-19 Sông Lam Nghệ An                   | Việt Trì, Phú Thọ |  |
| 16:00 UTC+7                   | Đỗ Hùng Dũng 2' · Ngân Văn Đại 15' · Văn Thuận (24) 26' · Nam Anh (5) 72' · Văn Thuần (16) 85' | Chi tiết    | Nguyễn Anh Hùng 18' · Quang Nam (7) 87' | Sân vận động: Việt Trì Trọng tài: Ngô Mạnh Cường Trợ lý trọng tài: Trần Văn Hải Trợ lý trọng tài: Nguyễn Đông Phương Trọng tài bàn: Nguyễn Ngọc Khánh |  |

## Tổng kết mùa giải
- Đội vô địch: U19 Hà Nội T&T
- Đội thứ Nhì: U19 Sông Lam Nghệ An
- Đồng giải Ba: U19 Hoà Phát Hà Nội và U19 Đồng Tâm Long An
- Giải phong cách: U19 Sông Lam Nghệ An
- Cầu thủ xuất sắc nhất Vòng chung kết: Trần Văn Tâm (U19 Hà Nội T&T)
- Thủ môn xuất sắc nhất Vòng chung kết: Nguyễn Văn Công (U19 Hà Nội T&T)
- Cầu thủ ghi nhiều bàn thắng nhất: Nguyễn Việt Phong (U19 Hoà Phát Hà Nội, 4 bàn thắng)